# Oğuzhan Aynaoğlu
Oğuz Han Aynaoğlu (* 22. März 1992 in Farum, Dänemark) ist ein türkisch-dänischer Fußballspieler.

## Karriere

### Verein
Aynaoğlu, Sohn türkischer Eltern, ist in Dänemark geboren und aufgewachsen und begann mit dem Fußballspielen bei Glostrup FK, bevor er in die Fußballschule von Brøndby IF wechselte. Später trat er der Jugendabteilung des FC Nordsjælland, der seine Heimspiele in seinem Geburtsort Farum austrägt, bei. Am 25. Mai 2011 gab Aynaoğlu im Alter von 19 Jahren beim 1:1-Unentschieden im Auswärtsspiel gegen Brøndby IF sein Profidebüt in der Superligæn. Dieses Spiel und die Partie am letzten Spieltag waren seine einzigen Ligaeinsätze in der Saison 2010/11. In besagter Spielzeit wurde der FC Nordsjælland dänischer Pokalsieger, wobei Aynaoğlu im Endspiel gegen den FC Midtjylland zum Kader gehörte, allerdings nicht zum Einsatz kam. 2012 wurde der Verein erstmals in seiner Vereinsgeschichte dänischer Meister, allerdings kam Oğuzhan zu lediglich einem Kurzeinsatz gegen Brøndby IF. Durch den Meistertitel nahm der FC Nordsjælland an der Gruppenphase der UEFA Champions League teil und dort kam Aynaoğlu im Spiel gegen Schachtar Donezk zu einem Einsatz. Im Ligaalltag kam er erst in der Schlussphase der Saison regelmäßiger zum Einsatz.
Im Frühjahr 2014 wechselte er in die türkische Süper Lig zu Bursaspor. Da er neben der dänischen auch die türkische Staatsangehörigkeit besitzt, spielt er in den türkischen Ligen unter einer einheimischen Spielerlizenz und belegt keinen zusätzlichen Ausländerplatz. Auch verletzungsbedingt absolvierte Aynaoğlu in der Rückrunde der Saison 2013/14 lediglich fünf Spiele in der höchsten türkischen Spielklasse. Für die Saison 2014/15 wurde er an den Zweitligisten Adana Demirspor verliehen. Mit Ausnahme des zweiten Spieltages kam Oğuzhan in jedem Ligaspiel zum Einsatz, stand aber in lediglich 18 Spielen in der Startformation. Dabei erzielte er fünf Tore und gab sechs Vorlagen. Für die Spielzeit 2015/16 lieh ihn Bursaspor an den Zweitligisten Kardemir Karabükspor aus. Mit diesem Verein beendete er die Saison 2015/16 als Vizemeister stieg mit dieser Platzierung in die Süper Lig auf. Allerdings absolvierte Aynaoğlu in der Liga lediglich 17 Spiele (drei Tore, eine Vorlage).
Zur Saison 2016/17 wechselte er zum Erstligisten Çaykur Rizespor. Er unterschrieb einen Zweijahresvertrag. Auch bei seinem zweiten Anlauf in der Süper Lig konnte sich Aynaoğlu nicht behaupten und absolvierte lediglich elf Spiele (ein Tor). Nach dem verfehlten Klassenerhalt verließ Aynaoğlu den Klub im Sommer 2017 wieder. Zur neuen Saison 2017/18 wechselte er zum Zweitligisten Adanaspor. Dort spielte Aynaoğlu wieder regelmäßig, doch auch wie beim Stadtrivalen Adana Demirspor galt: Er stand nur selten in der Anfangself. In 30 Zweitligaspielen gelangen ihm drei Tore und zwei Vorlagen. In der Hinrunde der Saison 2018/19 kam er zu lediglich drei Einsätzen. In der Wintertransferperiode der Saison folgte schließlich der Wechsel zu Altay Izmir, wo er in der Schlussphase der Saison als Außenstürmer gesetzt war. In der Saison 2019/20 kam Aynaoğlu dann zu lediglich zehn Einsätzen. In der folgenden Saison spielte er noch an den ersten vier Spieltagen für Menemenspor und wechselte dann noch vor Ende des Sommertransferfensters zu Balikesirspor. In seiner ersten Spielzeit kam Oğuzhan zu lediglich 13 Einsätzen, in seinem zweiten Jahr spielte er regelmäßiger, war aber auch hier nicht gesetzt. Mit Balikesirspor stieg Aynaoğlu schließlich in die TFF 2. Lig ab.

### Nationalmannschaft
Am 2. Dezember 2008 debütierte Aynaoğlu in der dänischen U-17-Nationalmannschaft, als er beim 3:2-Sieg gegen Portugal in der 58. Minute für Rasmus Falk eingewechselt wurde. Er kam für die U-17 auf sechs Einsätze. Sein letztes Spiel für diese Altersklasse machte er am 29. März 2009 bei einer 0:1-Niederlage gegen Frankreich in der Anfangself; zur Halbzeit wurde er für Casper Offenberg ausgewechselt. Am 25. August 2009 spielte er zum einzigen Mal für die U-18 Dänemarks beim 3:3 gegen Tschechien. Am 27. Juli 2011 debütierte er für die dänische U-20 beim 1:1 gegen Nordirland in der Anfangself und wurde nach 79 Minuten durch Jeppe Illum ersetzt.

## Erfolge
Mit Kardemir Karabükspor
- Vizemeister der TFF 1. Lig und Aufstieg in die Süper Lig: 2015/16